# (35047) 1981 EF44
1981 EF44 (asteroide 35047) é um asteroide da cintura principal. Possui uma excentricidade de 0.13840070 e uma inclinação de 4.30212º.
Este asteroide foi descoberto no dia 6 de março de 1981 por Schelte J. Bus em Siding Spring.